# Aymen Abdennour
Ne doit pas être confondu avec Ayman Nour ou Ayem Nour.
Pour les articles homonymes, voir Nour et Abdennour.
Aymen Abdennour (arabe : أيمن عبد النور), né le 6 août 1989 à Sousse, est un footballeur international tunisien évoluant au poste de défenseur central entre 2007 et 2023.
Avec sa sélection, il participe à la CAN à quatre reprises en 2012, 2013, 2015 et 2017.

## Carrière

### Carrière en club

#### Étoile du Sahel (2008-2011)
Abdennour commence sa carrière en 2008 au sein du club tunisien de l'Étoile sportive du Sahel. Bien qu'il soit l'un des joueurs les plus jeunes de son équipe, Abdennour devient l'un des joueurs préférés des supporteurs. Il joue régulièrement au poste d'arrière-gauche, même s'il affectionne le poste d'ailier gauche. Dès sa première saison, il est proche de remporter plusieurs titres mais barré par trois clubs tunisiens : il est finaliste de la coupe de la confédération, défait par le Club sportif sfaxien, finaliste de la coupe de Tunisie, défait par l'Espérance sportive de Tunis et termine vice-champion de Tunisie derrière le Club africain.
Durant la saison 2008-2009, il devient un titulaire en puissance et marque six buts toutes compétitions confondues, en s'offrant notamment un doublé en championnat lors d'une victoire contre l'Avenir sportif de Kasserine et un but en Ligue des champions lors d'une victoire contre le club congolais du Tout Puissant Mazembe. Son club manque toutefois le titre et termine troisième du championnat.
Le 14 janvier 2010, il signe un accord de prêt de six mois avec le Werder Brême jusqu'à la fin de la saison 2009-2010 avec option d'achat,. Il est titulaire deux jours plus tard contre l'Eintracht Francfort puis contre le Bayern Munich quelques jours plus tard. Il est utilisé à six reprises en championnat et lors des matchs aller et retour des seizièmes de finales de la Ligue Europa contre le FC Twente mais joue son dernier match début mars avant de terminer la saison sur le banc. Abdennour revient finalement à l'Étoile sportive du Sahel en juin 2010.
Sa dernière saison est une réussite, titularisé vingt fois sur 23 possibles, soit en tant que latéral gauche soit au poste de défenseur central. Son club termine vice-champion de Tunisie derrière l'ES Tunis.

#### Toulouse FC (2011-2014)

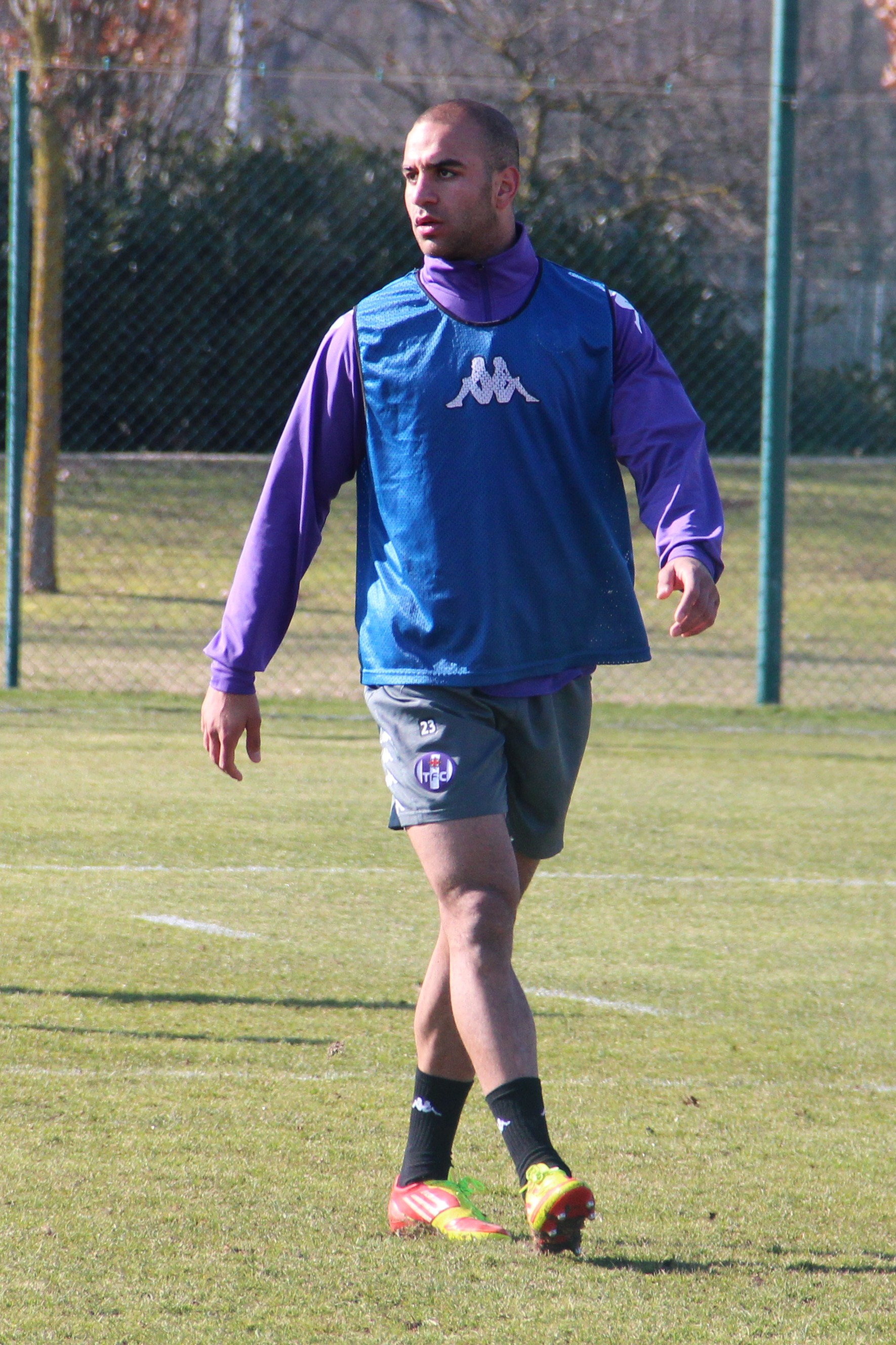
Abdennour à l'entraînement à Toulouse.

Le 8 juin 2011, il révèle qu'il jouera pour le Toulouse FC en 2011-2012, après avoir signé un contrat de quatre ans. L'indemnité de transfert est d'environ 450 000 euros, plus 10 % lors de la revente du joueur. Il est titulaire dès les premières journées de championnat au poste de défenseur central. L'équipe toulousaine réalise un bon début de saison en Ligue 1, le journal L'Équipe précisant qu'Abdennour n'est pas étranger à la réussite de son club.
Il inscrit son premier but sous les couleurs violettes face au FC Sochaux, le 26 février 2012, sur un corner. Après une première saison réussite avec 32 matchs en championnat, tous en tant que titulaire et ne manquant des matchs que pour blessures, suspension ou pendant la CAN 2012, de nombreux clubs européens de premier rang, dont Arsenal, songeraient à le recruter pour le prochain mercato. Finalement, malgré une offre de l'ordre de douze millions d'euros en provenance du FK Spartak Moscou, Abdennour entame une deuxième saison en Ligue 1, allant même jusqu'à prolonger son contrat avec Toulouse.
Il réédite ses performances lors de la saison 2012-2013, durant laquelle plusieurs grands noms d'Europe le supervisent au cours de ses apparitions sur le terrain. C'est notamment le cas du FC Barcelone qui l'invite à assister au match retour de la Ligue des champions de l'UEFA l'opposant au Milan AC, de ce même Milan AC, du Real Madrid, de Liverpool, de la Juventus de Turin, ou encore du FK Anji Makhatchkala en Russie, qui se montre également intéressé. En 2017, à l'occasion des 80 ans du Toulouse FC, il est élu dans l'équipe de légende toulousaine sur le site web du club.
Sa troisième saison au club débute comme les précédentes. Titulaire indiscutable, il ne manque que quatre matchs lors des matchs aller, un pour suspension puis trois pour une blessure au genou. Il se blesse cependant plus gravement début janvier, victime d'un claquage à la cuisse. Il quitte le club deux semaines plus tard après deux saisons et demie au sein du club et 82 matchs joués pour trois buts toutes compétitions confondues.

#### AS Monaco (2014-2015)
Le 31 janvier 2014, dans les dernières minutes du mercato hivernal, Abdennour est transféré à l'AS Monaco dans le cadre d'un prêt avec une option d'achat. Arrivé blessé à la cuisse, il joue son premier match le 29 mars, soit deux mois après son arrivée en étant titularisé contre l'Évian Thonon Gaillard. Il ne joue que six matchs mais l'option d'achat est levée en fin de saison par le club de la Principauté et le club termine vice-champion de France derrière le Paris SG et demi-finaliste de la coupe de France dont il voit les quarts de finale depuis le banc pour sa première présence avec le groupe.
Pour sa première saison complète dans le club de la principauté, il trouve une place de titulaire malgré une blessure musculaire contractée en septembre qui le prive de presque deux mois de compétitions. Le 9 décembre 2014, il marque son premier but avec l'AS Monaco lors du dernier match de la phase de groupes de la Ligue des champions lors d'une victoire deux buts à zéro contre le Zénith Saint-Pétersbourg. Le 3 mai 2015, il dispute son centième match de Ligue 1, face à son ancien club du Toulouse FC lors d'une victoire quatre buts à un. Le club termine à la troisième place du championnat.

#### Valence CF (2015-2019)
Le 29 août 2015, il signe un contrat de cinq ans au Valence CF. Titulaire dès la seconde journée de championnat, il joue 28 rencontres toutes compétitions confondues dont 22 de championnat lors de la première saison, notamment dû à deux blessures qui le prive d'une dizaine de matchs. Il joue quatre matchs de Ligue des champions mais ne peut empêcher le club d'être reversé en Ligue Europa puis éliminé en huitièmes de finale par l'Athletic Bilbao grâce au but marqué à l'extérieur. En championnat, Valence termine loin de son objectif de qualification en Ligue des champions, en terminant douzième.
La saison suivante est beaucoup plus compliquée pour lui : il est très peu utilisé avec tout juste quatorze rencontres toutes compétitions confondues. Victime de plusieurs blessures en deux saisons, qui l'empêchent de s'intégrer dans son nouveau club. Il annonce son départ le 29 août 2017.

#### Prêt à l'Olympique de Marseille (2017-2019)
Le 29 août 2017, l'Olympique de Marseille annonce sur son site officiel le prêt de l'international tunisien. Lors de son premier match, une défaite trois buts à un contre le Stade rennais, il se blesse à la cuisse. Il retrouve les terrains un mois plus tard lors du troisième match de la phase de poules de la Ligue Europa contre le Vitoria Guimarães, victoire deux buts à un. Il ne joue finalement que quatorze matchs dans la saison, dont huit en Ligue 1, barré par la concurrence : Adil Rami, Rolando et le jeune Boubacar Kamara. La fin de saison est encore plus dure à digérer : malgré les blessures et suspensions de certains joueurs, l'entraîneur préfère replacer Luiz Gustavo ou Hiroki Sakai, respectivement milieu défensif et latéral droit, au poste de défenseur central plutôt que de le faire jouer.
Malgré le souhait du club de trouver un arrangement avec Valence pour mettre fin au prêt, il reste prêté à Marseille pour la saison 2018-2019. Il ne joue aucun match avec l'équipe première et n'est présent sur le banc que lors de trois rencontres.

#### Kayserispor (2019-2020)
Le 11 juillet 2019, le défenseur central résilie son contrat avec Valence et s'engage avec Kayserispor. Parti pour se relancer en Turquie, il est titulaire lors des trois premières journées mais reçoit un carton rouge et est exclu lors du match contre Galatasaray SK. Titulaire lors du début de championnat, il prend part à douze rencontres de championnat lors des seize premières journées avant d'être placardisé par l'entraîneur du club turc malgré un début de saison prometteur et une place retrouvée en sélection tunisienne. Il connaît ensuite un grand différend avec ses dirigeants qui demandent à la Fédération de Turquie de suspendre le contrat du défenseur central tunisien afin de pouvoir qualifier ses nouvelles recrues, ce qui met un terme à sa saison dès la trêve hivernale. Après Valence et Marseille, c'est le troisième club consécutif dans lequel l'aventure du défenseur tunisien connaît des difficultés.

#### Umm-Salal (2020-2022)
Le 17 septembre 2020, il signe un contrat de deux ans avec Umm-Salal, club qatarien évoluant en première division.

#### Rodez AF (2022-2023)
À la fin de son contrat avec Umm-Salal, il retrouve l'Europe et la France par le biais du Rodez AF qui évolue en Ligue 2 pour un contrat d'un an plus un en option.
Le 7 janvier 2023, il marque son premier but contre son ancien club, l'AS Monaco, à la 80e minute.

### En sélection nationale
Ses performances domestiques lui valent une convocation par l'entraîneur Humberto Coelho pour jouer au sein de l'équipe nationale. Il est auparavant capitaine de l'équipe de Tunisie des moins de 21 ans. Il joue son premier mach international lors d'un match amical en août 2008 contre l'Angola, avant de participer aux qualifications pour la CAN 2012. Entre-temps, il remporte le championnat d'Afrique des nations en 2011 avec la Tunisie.
Il fait partie du groupe qui participe à la CAN en 2012, où il joue les quatre matchs comme titulaire, éliminé en quarts de finale contre le Ghana lors de la prolongation. Présent à nouveau lors de la CAN 2013, il participe aux trois matchs de la phase de poule mais la Tunisie est éliminée en terminant à la troisième place derrière la Côte d'Ivoire et le Togo mais devant l'Algérie. Il participe ensuite aux qualifications pour la coupe du monde 2014, mais la Tunisie est éliminée par le Cameroun après être sorti premier de son groupe.
Il est présent dans le groupe pour la CAN 2015 et joue les quatre matchs de sa sélection qui termine première de son groupe avant d'être éliminée par la Guinée équatoriale lors de la prolongation en quarts de finale de la compétition.
Lors de la CAN 2017, il participe aux quatre matchs face au Sénégal, à l'Algérie, au Zimbabwe et lors de l'élimination en quarts de finale contre le Burkina Faso. Il joue un match amical en mars 2017 contre le Cameroun avant de disparaître du groupe.
En novembre 2019, il est sélectionné dans le groupe tunisien pour la première fois depuis deux ans et demi.

### Après carrière
En août 2024, avec la présidence de Zoubaier Baya à l'Étoile sportive du Sahel, il rejoint un comité sportif aux côtés de Yassine Chikhaoui et Amine Chermiti sous la présidence de Montassar Ammar.

## Statistiques
| Saison                | Club                          | Championnat           | Championnat | Championnat | Coupe nationale | Coupe nationale | Coupe de la Ligue | Coupe de la Ligue | Compétition(s) continentale(s) | Compétition(s) continentale(s) | Compétition(s) continentale(s) | Tunisie | Tunisie | Total | Total |
| Saison                | Club                          | Division              | M.          | B.          | M.              | B.              | M.                | B.                | Comp.                          | M.                             | B.                             | M.      | B.      | M.    | B.    |
| 2007-2008             | Étoile du Sahel               | Ligue I Pro           | 11          | 0           | 4               | 0               | -                 | -                 | C1+C3                          | 2+5                            | 0+1                            | -       | -       | 22    | 1     |
| 2008-2009             | Étoile du Sahel               | Ligue I Pro           | 18          | 5           | 3               | 0               | -                 | -                 | C1                             | 10                             | 1                              | 2       | 0       | 33    | 6     |
| 2009-2010             | Étoile du Sahel               | Ligue I Pro           | 12          | 1           | 1               | 0               | -                 | -                 | -                              | -                              | -                              | 1       | 0       | 14    | 1     |
| Sous-total            | Sous-total                    | Sous-total            | 41          | 6           | 8               | 0               | -                 | -                 | -                              | 17                             | 2                              | 3       | 0       | 69    | 8     |
| 2009-2010             | Werder Brême (prêt)           | Bundesliga            | 6           | 0           | -               | -               | -                 | -                 | C3                             | 2                              | 0                              | 1       | 0       | 9     | 0     |
| 2010-2011             | Étoile du Sahel               | Ligue I Pro           | 20          | 4           | 2               | 0               | -                 | -                 | C3                             | 2                              | 0                              | 2       | 1       | 26    | 5     |
| 2011-2012             | Toulouse Football Club        | Ligue 1               | 32          | 2           | -               | -               | -                 | -                 | -                              | -                              | -                              | 10      | 0       | 42    | 2     |
| 2012-2013             | Toulouse Football Club        | Ligue 1               | 30          | 1           | 1               | 0               | 2                 | 0                 | -                              | -                              | -                              | 13      | 0       | 46    | 1     |
| 2013-2014             | Toulouse Football Club        | Ligue 1               | 15          | 0           | -               | -               | 2                 | 0                 | -                              | -                              | -                              | 2       | 0       | 19    | 0     |
| Sous-total            | Sous-total                    | Sous-total            | 77          | 3           | 1               | 0               | 4                 | 0                 | -                              | -                              | -                              | 25      | 0       | 107   | 3     |
| 2013-2014             | AS Monaco (prêt)              | Ligue 1               | 6           | 0           | -               | -               | -                 | -                 | -                              | -                              | -                              | 2       | 0       | 8     | 0     |
| 2014-2015             | AS Monaco                     | Ligue 1               | 18          | 0           | 1               | 0               | 1                 | 0                 | C1                             | 6                              | 1                              | 11      | 0       | 37    | 1     |
| Sous-total            | Sous-total                    | Sous-total            | 24          | 0           | 1               | 0               | 1                 | 0                 | -                              | 6                              | 1                              | 13      | 0       | 45    | 1     |
| 2015-2016             | Valence CF                    | Liga                  | 21          | 0           | 2               | 0               | -                 | -                 | C1                             | 5                              | 0                              | 4       | 0       | 32    | 0     |
| 2016-2017             | Valence CF                    | Liga                  | 13          | 0           | 1               | 0               | -                 | -                 | -                              | -                              | -                              | 8       | 1       | 22    | 1     |
| Sous-total            | Sous-total                    | Sous-total            | 34          | 0           | 3               | 0               | -                 | -                 | -                              | 5                              | 0                              | 12      | 1       | 54    | 1     |
| 2017-2018             | Olympique de Marseille (prêt) | Ligue 1               | 8           | 0           | 3               | 0               | 1                 | 0                 | C3                             | 2                              | 0                              | -       | -       | 14    | 0     |
| 2019-2020             | Kayserispor                   | Süper Lig             | 12          | 0           | -               | -               | -                 | -                 | -                              | -                              | -                              | 1       | 0       | 13    | 0     |
| 2020-2021             | Umm-Salal                     | Qatar Stars League    | 18          | 0           | 2               | 0               | -                 | -                 | -                              | -                              | -                              | -       | -       | 20    | 0     |
| 2021-2022             | Umm-Salal                     | Qatar Stars League    | 19          | 1           | 2               | 0               | -                 | -                 | -                              | -                              | -                              | -       | -       | 21    | 1     |
| Sous-total            | Sous-total                    | Sous-total            | 37          | 1           | 4               | 0               | -                 | -                 | -                              | -                              | -                              | -       | -       | 41    | 1     |
| 2022-2023             | Rodez AF                      | Ligue 2               | 7           | 0           | 2               | 1               | -                 | -                 | -                              | -                              | -                              | -       | -       | 9     | 1     |
| Total sur la carrière | Total sur la carrière         | Total sur la carrière | 266         | 14          | 24              | 1               | 6                 | 0                 | -                              | 33                             | 3                              | 57      | 2       | 386   | 20    |

## Buts en sélection
|    | Date           | Lieu                                | Adversaire | Score | Résultat | Compétition                       |
| -- | -------------- | ----------------------------------- | ---------- | ----- | -------- | --------------------------------- |
| 1. | 5 juin 2011    | Stade olympique de Sousse, Sousse   | Tchad      | 2-0   | 5 - 0    | Éliminatoires CAN 2012            |
| 2. | 9 octobre 2016 | Stade Mustapha-Ben-Jannet, Monastir | Guinée     | 1-0   | 2 - 0    | Éliminatoires Coupe du monde 2018 |

## Palmarès

### En club
- Supercoupe de la CAF (1) :
  - Vainqueur : 2008
  - Finaliste : 2007
- Coupe d'Allemagne (0) :
  - Finaliste : 2010
- Coupe de Tunisie (0) :
  - Finaliste : 2008

### En sélection
Il remporte le championnat d'Afrique des nations en 2011 avec la Tunisie.